# Lokomobil
Et lokomobil er en transportabel dampmaskine, hvor hele maskineriet (fyrsted, kedel, styring, cylinder, glider, svinghjul, remskive osv.) er anbragt på hjul og kan flyttes som en vogn. Lokomobilet blev bl.a. brugt inden for landbruget og i skovbruget før traktorer og andre maskiner blev konstrueret. Et lokomobil var ikke nødvendigvis beregnet til at bevæge sig selv, det blev oftest bragt frem til arbejdsstedet trukket af heste eller okser. Udtrykket "mobil" betyder her flytbar. Nogle udgaver kunne dog køre selv med kraft fra dampmaskinen, der kunne så være tale om en damptromle eller en damptraktor. Lokomobilet kunne naturligvis også placeres et fast sted og levere drivkraft til et værksted, en lille fabrik, ved gravearbejder, eller i minedriften til produktion af trykluft, trække en elevator eller til at drive en pumpe.  
Lokomobilet blev efterhånden erstattet af mere de praktiske benzin- eller dieselmotorer og elektriske motorer. 

## Damppløjning
I begyndelsen af 1800-tallet blev de første forsøg med at trække en plov med damp gjort. At lade en dampmaskine køre hen over en mark med ploven efter sig, fungerede dårligt. I stedet lod man dampmaskinen stå stille, mens en kæde eller et reb trækker ploven, der rulles op på en tromle på selve dampmaskinen. Når ploven er nået frem til randen af marken, kan der skiftes til en anden kæde, et reb eller en stålwire trukket af et andet lokomobil, der så trækker ploven tilbage til den anden rand, mens det første lokomobil rulles lidt frem.
Det er også muligt at nøjes med et enkelt lokomobil, men man får så brug for et system af tromler, som stålwiren løber hen over. De to tromler er placeret i to af markens hjørner, de andre to flyttes ned langs siderne, efterhånden som pløjningen skrider frem.